# Neotrichoppia confinis
Neotrichoppia confinis är en kvalsterart som först beskrevs av Paoli 1908.  Neotrichoppia confinis ingår i släktet Neotrichoppia och familjen Oppiidae.

## Underarter
Arten delas in i följande underarter:
- N. c. confinis
- N. c. tenuiseta